# 15276 Diebel
15276 Diebel este un asteroid din centura principală de asteroizi.

## Descriere
15276 Diebel este un asteroid din centura principală de asteroizi. A fost descoperit pe 14 aprilie 1991 la Observatorul Palomar de Carolyn S. Shoemaker și David H. Levy. Asteroidul prezintă o orbită caracterizată de o semiaxă mare de 2,78 ua, o excentricitate de 0,18 și o înclinație de 16,1° în raport cu ecliptica.